# لمان سام
لمان سام (انگلیسی: Leman Sam؛ زادهٔ ۲۲ فوریهٔ ۱۹۵۱) خوانندگی اهل ترکیه است. وی از سال ۱۹۸۸ میلادی تاکنون مشغول فعالیت بوده‌است.